# Ян Йонкер Африканер
Ян Йонкер Африканер (*бл. 1820 — 10 серпня 1889) — останній верховний вождь орлама (групи з нама) в 1863—1889 роках.

## Життєпис
Походив з роду Африканер. Другий син Йонкера Африканера, верховного вождя орлама, та Бетьє Буе. Народився близько 1820 року в Бетані. 1842 року одружився з Мітьє Гендрік. Мав гарні стосунки з гереро. Після смерті батька у 1861 року мав напруженні стосунки з братом Хрістіаном, який підозрював Яна Йонкера у змові проти себе.
1863 року після загибелі брата Хрістіана успадкував владу. Продовжив війну з гереро, яким допомагали бури й німці, надаючи рушниці. В результаті у битві 22 червня 1864 року Ян Йонкер зазнав тяжкої поразки, внаслідок якої втратив центральну частину Намібії, відступивши на південь. Втім він спробував взяти реванш, раптово атакувавши Очимбінгве, столицю гереро, але невдало. 1867 року відступив до затоки Валвіс. 1870 року уклав в Окаханджі угоду з Магареро, вождем гереро, встановлюючи 10-річний мир. Місцем прибування Африканера стало місто Віндгук, а самого Яна Йонкера було поставлено під контроль Магареро.
Протягом 1870-х років відроджував свою потугу, водночас активно озброювався. 12 грудня 1880 року у битві біля Бармен завдав поразки гереро У 1881 році почав нову війну проти гереро. Його союзником став клан Вітбуї. Але у запеклій битві біля Осони зазнав остаточної поразки, відступив до Гамсбергу.
1884 року вступив у конфлікт з кланом Вітбуї. Після низки невдач, 1889 року вирішив прориватися до Очимбінгве, але у Цаобісі його наздогнав Гендрік Вітбуї. Перед капітуляцією Яна Йонікера було вбито власним сином Фануелем. В результаті орлама зарунилися уборотьбу між собою, занепавши у 1897 році.